# ناحیه ون بورن، شهرستان دیویس، ایندیانا
ناحیه ون بورن، شهرستان دیویس، ایندیانا (به انگلیسی: Van Buren Township, Daviess County, Indiana) یک سکونتگاه مسکونی در ایالات متحده آمریکا است که در شهرستان دیویس، ایندیانا واقع شده‌است.

## خصوصیات
ناحیه ون بورن ۲٬۵۵۲ نفر جمعیت دارد و ۱۵۰ متر بالاتر از سطح دریا واقع شده‌است.